# 裏海海豹
裏海海豹（學名：Pusa caspica）为海豹科小頭海豹屬的一种，也叫裡海小頭海豹，是最細小的海豹之一。牠們只分布在裡海的海岸及岩石島嶼和冰山。於冬天，牠們會遷徙到裏海北部。由於在溫暖季節時冰山會融化，牠們會留在伏爾加河及烏拉爾河河口，與及南部較寒冷的水域。
裏海海豹被分隔在裏海的原因不明。其中一個假說是牠們的祖先於第四紀大陸冰蓋融化時來到裏海。

## 特徵
裏海海豹長約1.5米及重86公斤。雄海豹一般較為大。
裏海海豹可以潛水到50米的地方及逗留約1分鐘。牠們是群居的，大部份時間都會與群落一起。
妊娠期為11個月，約於1月及2月會生一胎。牠們出生時是長有白毛，重約5公斤。到了3個星期至1個月大時就會換毛。雌海豹及雄海豹分別於5歲大及6-7歲大就達至性成熟。

## 另見
- 环斑海豹

## 外部連結
- pinnipeds.org
- Baztab